# Concilios nacionales
Los concilios nacionales o plenarios son aquellos que, a diferencia de los ecuménicos, no son convocados directamente por el Papa, aunque sí con su autorización, participando en ellos sólo el episcopado de un continente, estado o región.

## Lista de concilios

### SigloIII
- 251: Concilio de Cartago
- 262: Concilio de Roma
- 264: Concilio de Antioquía
- 268: Concilio de Antioquía
- 269: Concilio de Antioquía
- 290: Concilio de Cartago

### SigloIV
- 305: Concilio de Alejandría
- 305 o 306: Concilio de Elvira
- 314: Concilio de Ancyre
- 314: Concilio de Arlés
- 325: Concilio de Antioquía
- 340: Concilio de Alejandría
- 341: Concilio de Antioquía
- 343: Concilio de Sárdica
- 350: Concilio de Córdoba
- 351: Concilio de Sirmio
- 353: Concilio de Arlés
- 356: Concilio de Béziers
- 357: Concilio de Sirmio
- 359: Concilio de Rimini
- 361: Concilio de París
- 362: Concilio de Alejandría
- 367: Concilio de Coria
- 368: Concilio de Toledo
- 374: Concilio de Valence
- 379: Concilio de Antioquía
- 380: I Concilio de Zaragoza
- 381: Concilio de Aquilea
- 382: Concilio de Roma
- 390: Concilio de Cartago
- 397: I Concilio de Toledo

### SigloV
- 411 o 412: Concilio de Cartago
- 414: Concilio de Jerusalén
- 414 o 415: Concilio de Dióspolis
- 415: Sínodo de Jerusalén
- 416: Concilio de Mileve
- 416: Concilio de Cartago
- 418: Concilio de Cartago
- 441: Concilio de Orange
- 490-502: Concilio de Arlés

### SigloVI
- 506: Concilio de Agde
- 511: Primer Concilio de Orleans
- 516: I Concilio de Tarragona
- 517: Concilio de Épaone
- 527: II Concilio de Toledo
- 529: Concilio de Orange
- 535: Concilio de Clermont
- 546: Concilio de Lérida
- 548: Concilio de Valencia
- 549: Concilio de Orleans
- 551: Concilio de Auch
- 561: Concilio de Braga
- 569: Concilio de Lugo
- 572: II Concilio de Braga
- 589: III Concilio de Toledo
- 592: II Concilio de Zaragoza

### SigloVII
- 618-619: II Concilio de Sevilla
- 625: III Concilio de Sevilla
- 633: IV Concilio de Toledo
- 636: V Concilio de Toledo
- 638: VI Concilio de Toledo
- 646: VII Concilio de Toledo
- 649: Concilio de Letrán
- 653: VIII Concilio de Toledo
- 655: IX Concilio de Toledo
- 666: Concilio de Mérida
- 675: XI Concilio de Toledo
- 680: Concilio de Hatfield
- 681: XII Concilio de Toledo
- 683: XIII Concilio de Toledo
- 684: XIV Concilio de Toledo
- 688: XV Concilio de Toledo
- 691: III Concilio de Zaragoza
- 693: XVI Concilio de Toledo
- 694: XVII Concilio de Toledo

### SigloVIII
- 702: XVIII Concilio de Toledo
- 754: Concilio de Quierzy-sur-Oise
- 769: Concilio (de Letrán) de Roma
- 784: Concilio de Sevilla
- 794: Concilio de Fráncfort

### SigloIX
- 809: Concilio de Aquisgrán
- 813: Concilio de Tours
- 817: Concilio de Aquisgrán
- 818-819: Concilio de Aquisgrán
- 838: Sínodo de Quierzy
- 849: Sínodo de Quierzy
- 853: Sínodo de Quierzy
- 897: Concilio de Roma

### SigloX
- 909: Concilio de Trosly

### SigloXI
- 1012: Concilio de León
- 1028: Concilio de Charroux
- 1041: Concilio de Niza
- 1054: Concilio de Narbona
- 1059: Concilio de Roma
- 1068: Concilio de Gerona
- 1071: Concilio de Jaca
- 1078: Concilio de Gerona
- 1080: Concilio de Burgos
- 1080: Concilio de Aviñón
- 1091: Concilio de León
- 1092: Concilio de Husillos
- 1095: Concilio de Clermont

### SigloXII
- 1101: Concilio de Gerona
- 1104: Concilio de Husillos
- 1107: Concilio de Troyes
- 1121: Concilio de Soissons
- 1129: Concilio de Palencia
- 1130: Concilio de Carrión
- 1134: II Concilio de Tarragona
- 1140: Concilio de Sens
- 1154: I Concilio de Salamanca
- 1155: Concilio de Valladolid
- 1181: III Concilio de Tarragona

### SigloXIII
- 1206: Concilio de Montpellier
- 1207: Concilio de Tolosa
- 1209: Concilio de Aviñón
- 1226: Concilio de París
- 1227: Concilio de Narbona
- 1228: Concilio de Valladolid
- 1229: Concilio de Tolosa o Concilio Provincial de Tolosa
- 1233: IV Concilio de Tarragona
- 1242: V Concilio de Tarragona
- 1245: Concilio de Letrán (???) I Concilio de Lyon
- 1267: Concilio de Viena
- 1278-1280: IV Concilio de Braga
- 1279: VI Concilio de Tarragona
- 1282: Concilio de Aviñón
- 1284: IV Concilio de Nimes
- 1286: Concilio de Ravena

### SigloXIV
- 1301: V Concilio de Braga
- 1302: Concilio de Penafiel
- 1307: Concilio de Viena
- 1310: II Concilio de Salamanca
- 1311: IX Concilio de Ravena
- 1312: VII Concilio de Tarragona
- 1322: Concilio de Valladolid
- 1381: Concilio de Zaragoza
- 1388: Concilio de Palencia

### SigloXV
- 1409: Concilio de Pisa
- 1423: Concilio de Pavia

### SigloXVI
- 1509: Concilio de Aviñón
- 1537: IX Concilio de Braga
- 1552: I Concilio de Lima
- 1555: I Concilio Provincial de México
- 1564: Concilio de Reims
- 1567: II Concilio de Lima
- 1582-1583: III Concilio de Lima
- 1583: Concilio de Reims.